# Bolha de Lyman-alfa

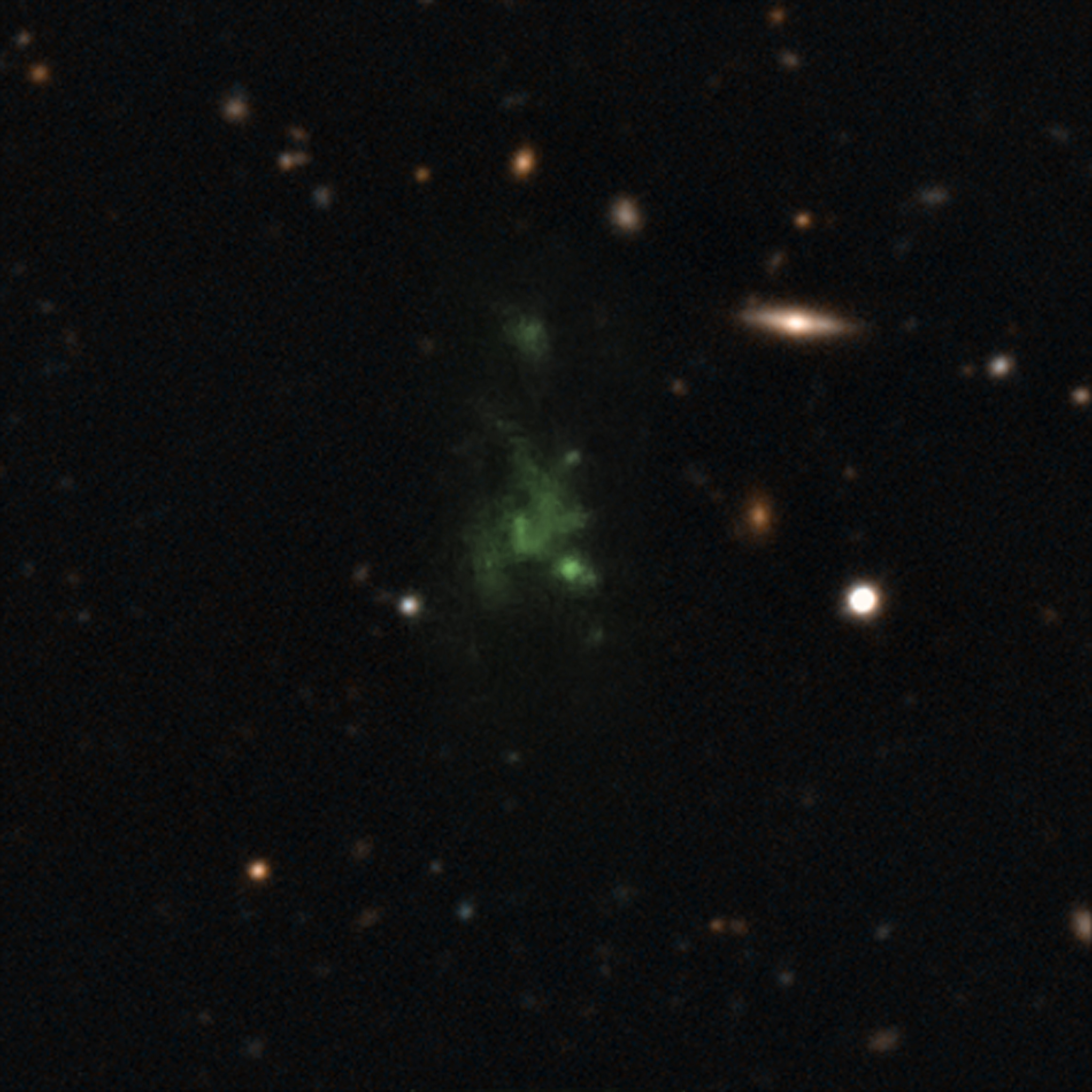
LAB-1, na constelação de Aquarius

Em astronomia, uma bolha de Lyman-alfa (LAB, de Lyman-alpha Blob), ou bolsa de Lyman-alfa, é uma enorme concentração de gás que emite a linha de emissão de Lyman-alfa. LABs são uma das maiores estruturas conhecidas no Universo. Algumas destas gasosas estruturas possuem mais de 400 000 anos-luz de diâmetro. A atmosfera da Terra é muito eficaz na filtragem de fótons UV, então fótons de Lyman-alfa devem ser deslocados para o vermelho, a fim de ser transmitido através da atmosfera.
As mais famosas bolhas de Lyman-alfa foram descobertas em 2000 por Steidel et al. Matsuda et al., usando o Telescópio Subaru do Observatório Astronômico Nacional do Japão estenderam a busca por LABs e encontraram mais de 30 novos LABs no campo original de Steidel et al., embora fossem todos menores do que os originais. Esses LABs formam uma estrutura com mais de 200 milhões de anos-luz de extensão. As bolhas de Lyman-alfa podem conter pistas valiosas para determinar como as galáxias são formadas.
As bolhas de Lyman-alfa mais maciças foram descobertas por Steidel et al. (2000), Francis et al. (2001), Matsuda et al. (2004), Dey et al. (2005), Nilsson et al. (2006), e Smith & Jarvis et al. (2007).

## Exemplos
- Himiko
- LAB-1
- EQ J221734.0 + 001701
- uma nuvem de gás orbitando Sagittarius A*